# Euops falcatus
Euops falcatus là một loài bọ cánh cứng trong họ Attelabidae. Loài này được Guerin-Meneville miêu tả khoa học năm 1833.